# Супермен (филм, 2025)
„Супермен“ (на английски: Superman) е американски супергеройски филм от 2025 г. на режисьора Джеймс Гън за едноименния персонаж на Ди Си Комикс, създаден от Джо Шустър и Джери Сийгъл. Продуциран от „Ди Си Студиос“ и разпространен от „Уорнър Брос Пикчърс“, той е първият филм от вселената на Ди Си и втори рестарт на филмовата поредица „Супермен“. Във филма участват Дейвид Коренсует, Рейчъл Броснахан, Никълъс Холт, Еди Гатеги, Антъни Кариган, Нейтън Филиън и Изабела Мърсед.
Премиерата на филма се състои в Китайския театър на Грауман на 7 юли 2025 г., и излиза по кината в Съединените щати на 11 юли 2025 г. Той е първият филм от „Богове и чудовища“.

## Актьорски състав
- Дейвид Коренсует[6] – Кларк Кент / Супермен[7][8]
- Рейчъл Броснахан[7] – Лоис Лейн
- Никълъс Холт – Лекс Лутор, бизнесмен и враг на Супермен.[9][10][11][12][13]
- Еди Гатеги – Майкъл Холт / Мистър Терифик
- Антъни Кариган – Рекс Мейсън / Метаморфо[14]
- Нейтън Филиън – Гай Гарднър / Зеленият фенер[15]
- Изабела Мерсед – Кендра Сондърс / Хоукгърл[16]
- Мария Габриела де Фария – Анджела Спика / Инженерката
- Сара Сампайо – Ив Тешмахер, асистентка и гадже на Лекс Лутор
- Скайлър Гизондо – Джими Олсен
- Терънс Роузмор – Отис, помощник на Лутор
- Уендъл Пиърс – Пери Уайт, главен редактор в „Дейли Планет“[17][18]
- Прюит Тейлър Винс – Джонатан Кент, осиновеният баща на Кларк Кент[19]
- Нева Хауъл – Марта Кент, осиновената майка на Кларк Кент[20]
- Бек Бенет – Стийв Ломбард, репортер в „Дейли Планет“[21][22]
- Микейла Хувър – Кат Грант, колумнист в „Дейли Планет“[23]
- Кристофър Макдоналд – Рон Труп, репортер в „Дейли Планет“[23]

## Снимачен процес
Снимките на филма започват на 29 февруари 2024 г.